# Norwegischer Fußballpokal der Männer 2010
Der norwegische Fußballpokal 2010 (kurz auch NM-Cup 2010 genannt) war die 105. Austragung des Fußballpokalwettbewerbs der Männer. Der Wettbewerb begann mit zwei Qualifikationsrunden am 11. April und 21. April und endete am 14. November mit dem Finale. Der Strømsgodset IF wurde Pokalsieger. Titelverteidiger war der Fußballverein Aalesunds FK.
Der Pokalsieger erhielt das Startrecht in der 3. Qualifikationsrunde der UEFA Europa League 2011/12.

## Modus und Kalender
Der Wettbewerb begann im April mit der ersten Qualifikationsrunde. An dieser durften alle Vereine der vierten und fünften Spielklasse des norwegischen Fußballverbandes Norges Fotballforbund (NFF) teilnehmen, die ein bestimmtes Leistungsniveau hatten und ein angemessenes Spielfeld besaßen. Die 98 Gewinner spielten im April in einer zweiten Qualifikationsrunde gegeneinander um die Teilnehmer an den Hauptrunden.
Zu den 49 Gewinnern der Qualifikation stießen in der ersten Hauptrunde die 79 Vereine der drei höchsten norwegischen Spielklassen: der Tippeligaen, der 1. Division und der Oddsenligaen. Es folgten noch drei weitere Hauptrunden, das Viertelfinale, das Halbfinale und schließlich im November das Finale. Das Finalspiel findet seit 1948 im Osloer Ullevaal-Stadion statt.
| Runde                  | Datum                      | Spiele | Vereine   | Neueinstiege |
| ---------------------- | -------------------------- | ------ | --------- | ------------ |
| 1. Qualifikationsrunde | 11. April 2010             | 98     | 275 → 177 | 196          |
| 2. Qualifikationsrunde | 21. April 2010             | 49     | 177 → 128 | –            |
| 1. Runde               | 12. Mai 2010               | 64     | 128 → 64  | 79           |
| 2. Runde               | 19. Mai 2010               | 32     | 64 → 32   | –            |
| 3. Runde               | 9. Juni 2010               | 16     | 32 → 16   | –            |
| 4. Runde               | 7. Juli 2010               | 8      | 16 → 8    | –            |
| Viertelfinale          | 14. bis 15. August 2010    | 4      | 8 → 4     | –            |
| Halbfinale             | 22. bis 23. September 2010 | 2      | 4 → 2     | –            |
| Finale                 | 14. November 2010          | 1      | 2 → 1     | –            |

## 1. Runde
| Datum      |                      | Ergebnis              |                       |
| ---------- | -------------------- | --------------------- | --------------------- |
| 12.05.2010 | Grorud IL            | 1:2                   | Eidsvold TF           |
|            | Skeid Oslo           | 1:0                   | Lørenskog IF          |
|            | Kjelsås Fotfall      | 4:2                   | Fram Larvik           |
|            | Brumunddal Fotball   | 4:2                   | FC Oslo City          |
|            | Kongsberg IF         | 1:6                   | Strømmen IF           |
|            | Tollnes BK           | 0:6                   | Notodden FK           |
|            | Randaberg IL         | 2:1                   | Ålgård FK             |
|            | Stavanger IF         | 3:0                   | FK Vidar              |
|            | Fyllingen Fotball    | 0:0 n. V. (4:2 i. E.) | Os TF                 |
|            | Vadmyra IL           | 1:4                   | Fana IL               |
|            | Nest-Sotra Fotball   | 2:1                   | Åsane Fotball         |
|            | Varegg Fotball       | 0:1                   | Stord Sunnhordland FK |
|            | Årdal FK             | 0:4                   | Sogndal Fotball       |
|            | Fjøra FK             | 1:6                   | Førde IL              |
|            | SK Træff             | 0:1                   | Kristiansund BK       |
|            | Skarbøvik IF         | 1:0                   | IL Hødd               |
|            | Mo IL                | 1:2                   | Steinkjer FK          |
|            | Strindheim IL        | 6:2                   | Kolstad Fotball       |
|            | Orkla FK             | 1:5                   | Byåsen Toppfotball    |
|            | Kopervik IL          | 1:2                   | SK Vard Haugesund     |
|            | IL Stålkameratene    | 2:1                   | Harstad IL            |
|            | IF Fløya             | 2:0                   | FK Senja              |
|            | Trosvik IF           | 0:6                   | Fredrikstad FK        |
|            | SK Sprint-Jeløy      | 1:3                   | Asker Fotball         |
|            | Drøbak/Frogn IL      | 1:3                   | Sarpsborg 08 FF       |
|            | Kolbotn IL           | 0:5                   | Follo Fotball         |
|            | KFUM Oslo            | 1:0                   | FK Ørn-Horten         |
|            | Hasle-Løren IL       | 0:1                   | Sandefjord Fotball    |
|            | Oldenborg IL         | 0:1                   | Kongsvinger IL        |
|            | Oppsal IF            | 01:11                 | Vålerenga Oslo        |
|            | Korsvoll IL          | 1:4                   | Moss FK               |
|            | Sagene IF            | 0:2                   | Lyn Oslo              |
|            | Høland IL            | 01:12                 | Stabæk Fotball        |
|            | Hauerseter SK        | 0:5                   | Lillestrøm SK         |
|            | Flisa IL             | 1:1 n. V. (3:5 i. E.) | Nybergsund IL         |
|            | Ottestad IL          | 0:6                   | Ham-Kam               |
|            | Lillehammer FK       | 3:2                   | Manglerud Star Oslo   |
|            | Gjøvik FF            | 1:3                   | Raufoss IL            |
|            | Jevnaker IF          | 0:7                   | Hønefoss BK           |
|            | Modum FK             | 1:5                   | Strømsgodset IF       |
|            | IK Birkebeineren     | 0:3                   | Mjøndalen IF          |
|            | FK Tønsberg          | 5:2                   | Ullensaker/Kisa IL    |
|            | Pors Grenland        | 1:2                   | Bærum SK              |
|            | Herkules IF          | 2:3                   | Odd Grenland          |
|            | FK Jerv              | 0:3                   | Start Kristiansand    |
|            | Frøyland IL          | 1:2                   | Bryne FK              |
|            | FK Mandalskameratene | 1:0                   | Vindbjart FK          |
|            | IF Trauma            | 1:3                   | Flekkerøy IL          |
|            | Klepp IL             | 0:4                   | FK Haugesund          |
|            | Hana IL              | 2:7                   | Sandnes Ulf           |
|            | IL Brodd             | 0:2                   | Viking Stavanger      |
|            | Arna-Bjørnar         | 0:2                   | Brann Bergen          |
|            | TIL Hovding          | 0:4                   | Løv-Ham Fotball       |
|            | FBK Voss             | 1:4                   | Valdres FK            |
|            | Volda TI             | 0:1                   | Aalesunds FK          |
|            | Surnadal IL          | 1:3                   | Molde FK              |
|            | Nardo FK             | 0:0 n. V. (5:4 i. E.) | Frigg Oslo FK         |
|            | Malvik IL            | 2:5                   | Ranheim Fotball       |
|            | IL Stjørdals-Blink   | 0:4                   | Rosenborg Trondheim   |
|            | Verdal IL            | 0:3                   | Levanger FK           |
|            | Innstrandens IL      | 2:5                   | FK Bodø/Glimt         |
|            | Sortland IL          | 0:6                   | Tromsø IL             |
|            | Ishavsbyen FK        | 0:5                   | Tromsdalen UIL        |
|            | Hammefest FK         | 0:4                   | Alta IF               |

## 2. Runde
| Datum      |                      | Ergebnis                |                       |
| ---------- | -------------------- | ----------------------- | --------------------- |
| 19.05.2010 | Moss FK              | 3:1                     | KFUM Oslo             |
|            | Kjelsås Fotball      | 2:3                     | Sandefjord Fotball    |
|            | Bærum SK             | 0:2                     | Stabæk Fotball        |
|            | Asker Fotball        | 1:2                     | Sarpsborg 08 FF       |
|            | Eidsvold TF          | 0:4                     | Strømmen IF           |
|            | Ham-Kam              | 0:0 n. V. (10:11 i. E.) | Nybergsund IL         |
|            | Brumunddal Fotball   | 1:6                     | Lillestrøm SK         |
|            | Lillehammer FK       | 2:5                     | Kongsvinger IL        |
|            | Raufoss IL           | 0:1                     | Strømsgodset IF       |
|            | Valdres FK           | 3:3 n. V. (7:8 i. E.)   | Hønefoss BK           |
|            | FK Tønsberg          | 3:2                     | Vålerenga Oslo        |
|            | Notodden FK          | 0:1                     | Mjøndalen IF          |
|            | Flekkerøy IL         | 1:2                     | Odd Grenland          |
|            | FK Mandalskameratene | 1:2                     | Start Kristiansand    |
|            | Bryne FK             | 4:1                     | Stavanger IF          |
|            | Sandnes Ulf          | 1:0                     | Stord Sunnhordland FK |
|            | Randaberg IL         | 2:4                     | Viking Stavanger      |
|            | SK Vard Haugesund    | 1:2                     | FK Haugesund          |
|            | Fana IL              | 0:3                     | Lyn Oslo              |
|            | Fyllingen Fotball    | 1:0                     | Brann Bergen          |
|            | Nest-Sotra Fotball   | 1:4                     | Løv-Ham Fotball       |
|            | Førde IL             | 2:3                     | Sogndal Fotball       |
|            | Skarbøvik IF         | 2:3                     | Aalesunds FK          |
|            | Kristiansund BK      | 1:2 n. V.               | Ranheim Fotball       |
|            | Byåsen Toppfotball   | 0:2                     | Tromsø IL             |
|            | Strindheim IL        | 2:4                     | Molde FK              |
|            | Steinkjer FK         | 1:4                     | Rosenborg Trondheim   |
|            | IL Stålkameratene    | 0:3                     | FK Bodø/Glimt         |
|            | Tromsdalen UIL       | 5:1                     | IF Fløya              |
|            | Alta IF              | 3:1                     | Nardo FK              |
| 20.05.2010 | Skeid Oslo           | 2:4                     | Fredrikstad FK        |
|            | Levanger FK          | 2:3                     | Follo Fotball         |

## 3. Runde
| Datum      |                     | Ergebnis              |                      |
| ---------- | ------------------- | --------------------- | -------------------- |
| 09.06.2010 | Follo Fotball       | 4:2                   | Lillestrøm SK        |
|            | Lyn Oslo            | 2:4                   | Strømsgodset IF      |
|            | Stabæk Fotball      | 2:2 n. V. (6:7 i. E.) | FK Tønsberg          |
|            | Strømmen IF         | 2:5                   | Fredrikstad FK       |
|            | Kongsvinger IL      | 2:1 n. V.             | Nybergsund IL-Trysil |
|            | Sandefjord Fotball  | 4:2                   | Moss FK              |
|            | Odd Grenland        | 6:2                   | Mjøndalen IF         |
|            | Løv-Ham Fotball     | 2:1                   | Aalesunds FK         |
|            | Molde FK            | 1:3                   | Sogndal Fotball      |
|            | FK Bodø/Glimt       | 1:2 n. V.             | Ranheim Fotball      |
|            | Tromsdalen UIL      | 0:2 n. V.             | Tromsø IL            |
|            | FK Haugesund        | 6:1                   | Bryne FK             |
| 10.06.2010 | Fyllingen Fotball   | 1:4                   | Viking Stavanger     |
|            | Start Kristiansand  | 2:0                   | Sandnes Ulf          |
| 30.06.2010 | Rosenborg Trondheim | 3:1                   | Alta IF              |
|            | Sarpsborg 08 FF     | 2:2 n. V. (5:6 i. E.) | Hønefoss BK          |

## Achtelfinale
| Datum      |                    | Ergebnis |                     |
| ---------- | ------------------ | -------- | ------------------- |
| 07.07.2010 | Sogndal Fotball    | 3:1      | Løv-Ham Fotball     |
|            | Sandefjord Fotball | 1:4      | Rosenborg Trondheim |
|            | Strømsgodset IF    | 3:0      | FK Haugesund        |
|            | FK Tønsberg        | 0:2      | Follo Fotball       |
|            | Hønefoss BK        | 1:5      | Odd Grenland        |
|            | Viking Stavanger   | 2:0      | Kongsvinger IL      |
|            | Tromsø IL          | 0:2      | Ranheim Fotball     |
|            | Fredrikstad FK     | 0:1      | Start Kristiansand  |

## Viertelfinale
| Datum      |                     | Ergebnis |                    |
| ---------- | ------------------- | -------- | ------------------ |
| 14.08.2010 | Ranheim Fotball     | 1:2      | Strømsgodset IF    |
|            | Rosenborg Trondheim | 4:3      | Start Kristiansand |
| 15.08.2010 | Follo Fotball       | 3:1      | Sogndal Fotball    |
|            | Odd Grenland        | 2:1      | Viking Stavanger   |

## Halbfinale
| Datum      |                 | Ergebnis  |                     |
| ---------- | --------------- | --------- | ------------------- |
| 22.09.2010 | Follo Fotball   | 3:2 n. V. | Rosenborg Trondheim |
|            | Strømsgodset IF | 2:0 n. V. | Odd Grenland        |

## Finale
| Follo Fotball                                                 | Follo Fotball | Strømsgodset IF | Strømsgodset IF |
| ------------------------------------------------------------- | --- | --- | --------------- |
| Follo Fotball                                                 | \| Finale \| \| 14. November 2010 um 13:15 Uhr MEZ in Oslo (Ullevaal-Stadion) \| \| Ergebnis: 0:2 (0:2) \| \| Zuschauer: 24.532 \| \| Schiedsrichter: Tom Harald Hagen (Grue) \| \| Spielbericht \| | \| Finale \| \| 14. November 2010 um 13:15 Uhr MEZ in Oslo (Ullevaal-Stadion) \| \| Ergebnis: 0:2 (0:2) \| \| Zuschauer: 24.532 \| \| Schiedsrichter: Tom Harald Hagen (Grue) \| \| Spielbericht \|                                                                                    | Strømsgodset IF |
| Follo Fotball                                                 | Glenn Arne Hansen – Jens Kristian Skogmo, Christian Petersen , Edvald Skagestad, Benjamin Dahl Hagen – Alban Shipshani (70. Patrik Kaoliussen), Øystein Grini, Anders Jahnsen (90. Mads Clausen), Alexander Ruud Tveter – Eirik Markegård, Bonaventure Maruti (88. Christian Bwamy) Cheftrainer: Hans Erik Eriksen | Adam Larsen Kwarasey – Lars Christopher Vilsvik, Alexander Aas , Glenn Andersen, Joel Riddez – André Hanssen (71. Alfred Sankoh), Jason Morrison, Øyvind Storflor (88. Gardar Jóhansson) – Jo Inge Berget (76. Peter Rnkovic), Fredrik Nordkvelle, Ola Kamara Cheftrainer: Ronny Deila | Strømsgodset IF |
| Follo Fotball                                                 | 0:1 Ola Kamara (30.) 0:2 Glenn Andersen (42.) | | Strømsgodset IF |
| Follo Fotball                                                 | Øystein Grini (37.), Bonaventure Maruti (62.) | | Strømsgodset IF |
| Finale                                                        | | |                 |
| 14. November 2010 um 13:15 Uhr MEZ in Oslo (Ullevaal-Stadion) | | |                 |
| Ergebnis: 0:2 (0:2)                                           | | |                 |
| Zuschauer: 24.532                                             | | |                 |
| Schiedsrichter: Tom Harald Hagen (Grue)                       | | |                 |
| Spielbericht                                                  | | |                 |